# Hydroporini
Hydroporini es una tribu de coleópteros adéfagos de la familia Dytiscidae. 

## Géneros
Tiene los siguientes géneros.
| - Antiporus - Barretthydrus - Boreonectes - Canthyporus - Carabhydrus - Chostonectes - Deronectes - Ereboporus - Graptodytes - Heterosternuta - Hydrocolus | - Hydroporus - Iberoporus - Laccornellus - Lioporeus - Megaporus - Metaporus - Nebrioporus - Necterosoma - Oreodytes - Paroster - Porhydrus | - Rhithrodytes - Sanfilippodytes - Scarodytes - Sekaliporus - Siamoporus - Siettitia - Sternopriscus - Stictonectes - Stictotarsus - Stygoporus - Suphrodytes - Tiporus |